# Державний фонд фундаментальних досліджень
Державний фонд фундаментальних досліджень — державна наукова установа в Україні.
Належить до сфери управління Державного комітету України з питань науки, інновацій та інформатизації.
Фонд утворений відповідно до Закону України «Про наукову і науково-технічну діяльність» для підтримки на конкурсній основі фундаментальних наукових досліджень у галузі природничих, технічних і гуманітарних наук, що проводяться науковими установами, вищими навчальними закладами, вченими.
Кошти Фонду формуються за рахунок:
- бюджетних коштів;
- добровільних внесків юридичних і фізичних осіб, у тому числі іноземних.

Кошторис видатків Фонду затверджується Державним комітетом України з питань науки, інновацій та інформатизації за погодженням з Мінфіном.
Фонд проводить конкурсний відбір наукових і науково-технічних проектів і фінансує їх на безповоротній та безоплатній основі.
Органами управління Фонду є наглядова рада, рада Фонду та дирекція Фонду.